# 蒙纳斯提拉奇

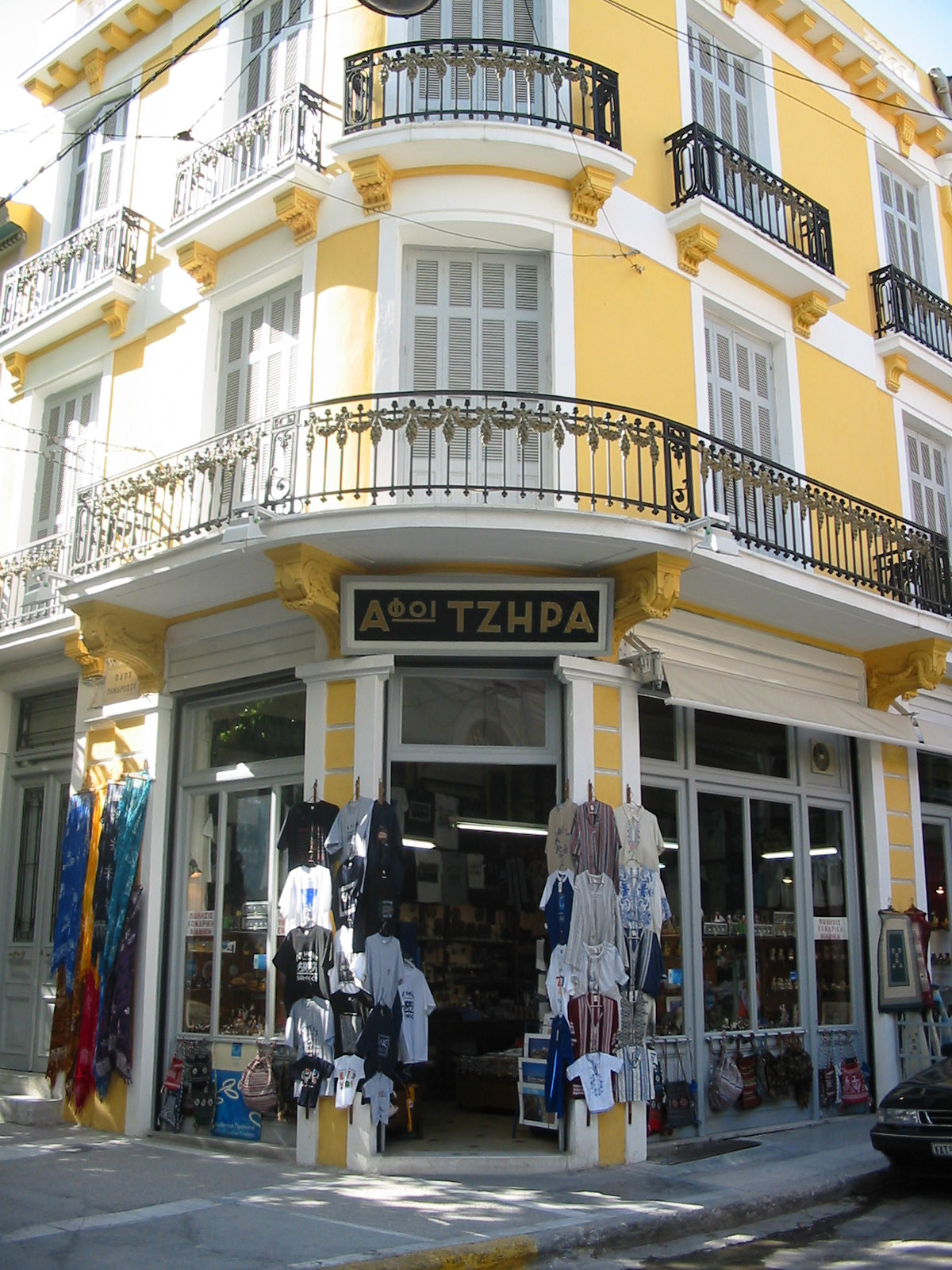
潘露辛斯街上的纪念品商店

蒙纳斯提拉奇（希臘語：Μοναστηράκι,意为“小修道院”）位于希腊雅典的老城，是该市主要购物区和主要旅游景点之一，拥有服装精品店，纪念品商店，专卖店。这个地区得名于蒙纳斯提拉奇广场上的 Pantánassa 教会修道院。该区的主要街道是潘露辛斯街（Pandrossou）和哈德良街（Adrianou）。 
蒙纳斯提拉奇地铁站位于广场上，为雅典地铁1号线和3号线共用。